# (5018) Tenmu
(5018) Tenmu est un astéroïde de la ceinture principale.

## Description
(5018) Tenmu est un astéroïde de la ceinture principale. Il fut découvert le 19 février 1977 à Kiso par Hiroki Kosai et Kiichiro Hurukawa. Il fut nommé d'après Tenmu, le quarantième empereur du Japon. Il présente une orbite caractérisée par un demi-grand axe de 2,16 UA, une excentricité de 0,06 et une inclinaison de 3,4° par rapport à l'écliptique.

## Compléments